# 巴迪 (巴哈伊)
巴迪 （阿拉伯语：‎，1852年—1869年），是 Mírzá Áqá Buzurg-i-Nishapuri的称号，他还以他的称号“殉道者的骄傲”而著称，其父 `Abdu'l-Majid-i-Nishapuri是巴孛和巴哈欧拉的追随者。
巴迪因为为巴哈欧拉送信给納賽爾丁·沙而闻名，他因此被沙阿拷打屠杀，死时年仅17岁。巴哈伊历法也叫做“巴迪历”，即是为纪念他。他还是巴哈欧拉的使徒之一.巴哈欧拉的一本著作《巴迪书》（'Kitáb-i-Badí），与本文所述的巴迪没有关系。

## 旅程
尽管巴迪的父亲是个巴哈伊信徒，但巴迪本人最初却并不为这个新宗教所动。 他是个顽劣而叛逆的少年，他的父亲形容他是“家族的绝望”。在与纳比尔·阿扎姆的一次会面时，巴迪听见了巴哈欧拉的一首诗，而后开始抽泣。在完成了学习之后，他散尽了自己的财产，步行去巴格达，在巴格达，有相当数量的巴哈伊信徒面临着迫害。最后他从摩苏尔出发，经过巴格达，到达阿卡监狱城。
由于守卫不让巴哈伊信徒进入阿卡，巴迪打扮成运水工，逃过了守卫，然后进入了一间清真寺。在那里他认出了阿博都巴哈，并给了他一张小纸条。巴迪见过巴哈欧拉两次，后者让他送《致君王书简》给纳赛尔丁·沙阿。为了避免被奥斯曼帝国官方发现，他在海法接受该书简，从此开始徒步旅行4个月去德黑兰。沿途，据说他“充满了欢乐，笑声，感恩和坚忍，大约走一百步就到路边，面朝阿卡。他跪拜在地说：“上帝啊，祢以祢的恩典赐予我的，请不要以祢的公正夺取，而给予我勇气以守卫它。”

## 处决
斋戒3天以后，巴迪去了沙阿的消暑露营地，沙阿在树林里打猎时走到他面前。巴迪走向他以尊敬而平静的语气说：“国王啊！我从示巴那里为您送来一份重要的信息。”巴迪被捕了，接下来三天遭受了烙铁刑，头颅用一杆来福枪的枪托打出了脑浆，而后尸体被扔进了一个坑里，用土和石头掩埋。
现存有一张巴迪的照片，是应沙阿的要求拍摄的，是巴迪戴着铁链遭受屠戮的场景，图中的巴迪面无表情。

### 哈吉·阿卜杜勒-马吉德
哈吉·阿卜杜勒-马吉德，是巴迪85岁的爷爷，也是大不里士战斗的幸存者，据守基·阿芬第所述，也被杀了。
“他的儿子殉道后，（哈吉·阿卜杜勒-马吉德）觐见了巴哈欧拉，他带着满腔的热情回到了呼罗珊，在哪里他被从腰到喉咙劈开，他的头颅被挂在大理石板上，给一大群侮辱他的围观者观看。他们把他的遗体无耻地拖过市集后留在陈尸所，等待家属认领。”